# Vladimír Filo

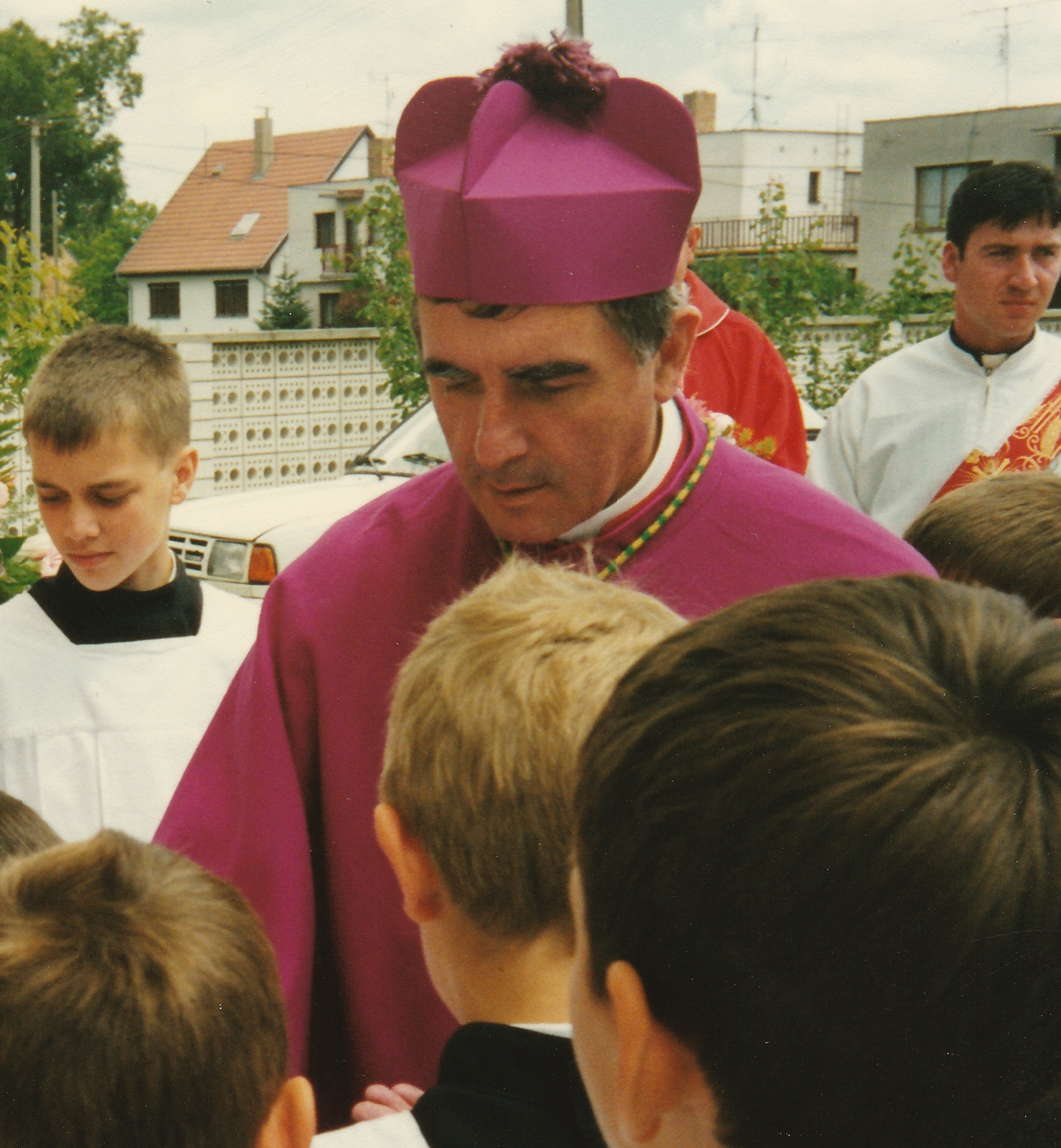
Vladimír Filo, 1997

Vladimír Filo (* 15. Januar 1940 in Gáň; † 18. August 2015 in Nitra) war ein slowakischer Geistlicher und Bischof von Rožňava.

## Leben
Vladimír Filo empfing am 25. Juli 1962 die Priesterweihe.
Papst Johannes Paul II. ernannte ihn am 17. März 1990 zum Titularbischof von Thucca in Mauretania und Weihbischof in Trnava. Der Erzbischof von Trnava, Ján Sokol, spendete ihm am 16. April desselben Jahres die Bischofsweihe; Mitkonsekratoren waren Ján Chryzostom Kardinal Korec SJ, Bischof von Nitra, und František Tondra, Bischof von Spiš. Als Wahlspruch wählte er Mihi vivere Christus est.
Am 23. November 2002 wurde er zum Koadjutorbischof von Rožňava ernannt. Mit der Emeritierung Eduard Kojnoks folgte er ihm am 27. Dezember 2008 als Bischof von Rožňava nach und wurde am 28. Januar des nächsten Jahres in das Amt eingeführt.
Am 21. März 2015 nahm Papst Franziskus seinen  altersbedingten Rücktritt an.